# Wapen van Zuidbroek (Groningen)

Het wapen van Zuidbroek

Het wapen van Zuidbroek werd op 12 oktober 1928 per Koninklijk Besluit door de Hoge Raad van Adel aan de Groninger gemeente Zuidbroek toegekend. Vanaf 1 juli 1965 is het wapen niet langer als gemeentewapen in gebruik omdat de gemeente Zuidbroek opging in de nieuw opgerichte gemeente Oosterbroek. 

## Blazoenering
De blazoenering van het wapen luidt als volgt:
In zilver een dwarsbalk van sinopel, vergezeld van boven van een arend van sabel met zilveren kop, en eene bloedvlek van keel boven op den kop, de rechtervleugel schuin opgeheven en de linkervleugel benedenwaarts gericht; de kop gebogen over een rechtop geplaatste kruisboog van azuur met pees van sabel, aan eene schaft van keel; de arend den opgeheven rechterpoot zettende op de draaikruk van keel van den boog; boog en arend ondersteund door een dwarsgelegd stuk hout van sinopel, aan beide einden afgehouwen.

## Verklaring
Het zilveren schild en de groene (sinopel) dwarsbalk is afkomstig uit het wapen van de stad Groningen. De zwarte arend is afkomstig uit het familiewapen van de vooraanstaande familie Gockinga, die invloedrijk was in Zuidbroek.

## Verwante wapens

Wapen van de stad Groningen
Wapen van de familie Gockinga

Adorp
· Aduard
· Appingedam
· Baflo
· Bedum
· Beerta
· Bellingwedde
· Bellingwolde
· Bierum
· De Marne
· Delfzijl 
· Eemsmond
· Eenrum
· Ezinge
· Finsterwolde
· Grijpskerk
· Grootegast
· Haren
· Hefshuizen
· Hoogezand
· Hoogezand-Sappemeer
· Hoogkerk
· Kantens
· Kloosterburen
· Leek
· Leens
· Loppersum
· Marum
· Meeden
· Menterwolde
· Middelstum
· Midwolda
· Muntendam
· Nieuweschans
· Nieuwe Pekela
· Nieuwolda
· Noordbroek
· Noorddijk
· Oldehove
· Oldekerk
· Onstwedde
· Oosterbroek
· Oude Pekela
· Reiderland
· Sappemeer
· Scheemda
· Slochteren
· Stedum
· Ten Boer
· Termunten
· Uithuizen
· Uithuizermeeden
· Ulrum
· Usquert
· Vlagtwedde
· Warffum
· Wedde
· Wildervank
· Winschoten
· Winsum
· 't Zandt
· Zuidbroek
· Zuidhorn